# 白夫人の妖恋
『白夫人の妖恋』（びゃくふじんのようれん）は、1956年に公開された、日本の東宝と香港のショウ・ブラザーズの共同制作の特撮伝奇映画である。カラー、スタンダード。同時上映は『鬼火』。
キャッチコピーは「恋慕う妖姫の一念！その悲しみが呼ぶ呪の大洪水！世界三大伝説絢爛の映画化！」。

## 概要
中国の伝承『白蛇伝』を題材とした林房雄 の小説『白夫人の妖術』が原作である。
東宝初の総天然色（イーストマン・カラー）による特撮映画である。日本で最初にブルーバック撮影による合成を用いた作品でもある。
監督の豊田四郎は、多様な男女愛の描写に長けており、本作品でもその手腕を発揮している。音楽を担当した團伊玖磨は、『雁』や『夫婦善哉』などで豊田と組んでいる。音楽面では、胡弓やミュージックソーなどを用いて中国の雰囲気を表現している。
ヒロイン白娘の侍女である小青は、原作では魚の化身であるが本作品では青蛇の化身となっている。
特撮を売りにした作品ではなかったが、本作品で培われたカラー撮影の技術が後の特撮作品の基礎になったとされる。映画評論家の淀川長治は、本作品の特撮描写を高く評価していた。
物語の結末は白娘が法海により地中深く封印される原点や原作とは異なり、豊田の「魔性の者であっても白娘の愛情は純粋であり、邪恋ではない」との判断により、法海に許された白娘とその愛を受け入れた許仙がともに天上へ昇るものに改変されている。

## ストーリー
西湖の辺に許仙という貧しい若者が住んでいた。ある雨の日、傘もなく濡れていた美しい白娘に自分の傘を差し出したところ、その娘から結婚を申し込まれる。しかも銀2包の婚礼の支度金まで手渡された。許仙は喜び、姉夫婦と共にその支度金の包みを開いてみると、中から出て来たのは盗品の銀であった。罪を問われた許仙は鞭打ちに処せられた上、蘇州へと流された。
許仙を慕う白娘は蘇州へ追ってきた。無実の罪であった許仙は白娘を憎んでいたが、彼女の心と向い合う中にその恨みは影を潜め、愛着だけが強くなっていった。2人は婚礼を挙げ薬屋を開き、幸福な愛の生活を送ることとなった。ある時、許仙は茅山道人という道士に、妖魔に魅入られていると警告され、護符を託される。妻である白娘の正体は、白蛇の精だというのだ。許仙は護符で白娘の正体を暴こうとするが、護符を燃やされ、彼女の言葉で誤解が解かれる。茅山は白娘と対決するが、白娘の妖力は彼を遥かに上回っていた。
しかし白娘は端午の節句に宿屋の主・王明の宴に招かれた際、魔を払う酒・雄黄酒を口にしたため白蛇の姿を晒してしまう。そのショックで許仙は命を落とす。白娘は彼を蘇らせようと天界にいる仙翁の元へ行き蘇生の術を授かるが、その間に許仙は茅山の手によって息を吹き返しており、法海禅師のいる金山寺に匿われていた。彼を返してほしいと訴える白娘だが禅師は聞き入れない。怒りと許仙を愛する情念から、白娘はその妖力で長江の水を操り、金山寺めがけて大洪水を起こす。

## キャスト
以下の順番は本編クレジットに準拠。参照 
- 許仙：池部良
- 白娘：山口淑子
- 小青：八千草薫
- 法海禅師：徳川夢声[出典 10]
- 王明：上田吉二郎
- 姣容：清川虹子
- 李公甫：田中春男
- 芽山道人：東野英治郎
- 役人A：小杉義男
- 油売商人：谷晃
- 女中：小泉澄子
- 李家の女：宮田芳子
- 役人B：沢村いき雄
- 仙翁：左卜全
- 医者：河崎堅男
- 金山寺の坊主：山田彰
- 海上日出男
- 池田兼男
- 金山寺の坊主：大塚秀男、勝部義夫
- 宋の民：堤康久
- 中島春雄[28][注釈 3]

## スタッフ
- 製作：田中友幸
- 脚本：八住利雄
  - 中国民話「白蛇傳」林房雄 作「白夫人の妖術」より
- 撮影：三浦光雄
- 美術監督：三林亮太郎
- 美術：園眞
- 録音：下永尚
- 照明：石川緑郎
- 音楽：團伊玖磨
- 特技監督：円谷英二
- 特技：渡辺明、向山宏、城田正雄
- 考證：馬力
- 監督助手：中村積
- 編集：岩下廣一
- 現像：東洋現像所
- 製作担当者：角田健一郎
- 監督：豊田四郎

## 製作
本作品の撮影は、ロケを行わずすべてセットで撮影された。美術監督には、武蔵野美術大学教授の三林亮太郎が起用され、単なる宋代の再現ではなく、現代的な中国美術の人工美を取り入れることを本作品の狙いとした。
カラー撮影の技術を習得するため、特撮班は撮影前に1ヶ月東洋現像所へ通い、研修を行った。当時のカラーフィルムは感度が低く、忠実な色の再現にはライトの調整を必要としており、セット内はライトの熱で蒸し風呂のような熱さであった。また、緑のものは青く映ってしまうため、緑の色調を落とさねばならず、美術助手の井上泰幸は、植物の造形も撮影前に多くテストを行ったと証言している。
ブルーバック背景の色の配合から試行錯誤が繰り返され、合成作業もすべて手作業であった。合成を手掛けた向山宏は、カラーになったためオプチカル・プリンターの光量も大きくなり、電球が熱くなるためファンで風を当てながら作業を行っていたが、それでも電球が膨らんでいたと証言している。また、クライマックスでの昇天シーンでは、ワンカットを完成させるのに12時間ほどかかったという。
その他の特撮描写では、暴風雨・竜巻・津波などの水の表現が特徴であり、本作品のテーマである「女の情念」を具現化しているとされる。金山寺の屋根は実物大セットが制作され、洪水を受ける寺は泥で作られた。寺のセットの設計は、本編・特撮ともに特撮班に参加していた宮大工が手掛けた。竜巻の描写には、7台のタービンポンプとドラム缶20本分の水が用いられた。洪水シーンの撮影の間、機材は1ヶ月水浸しであったという。
昇天シーンの撮影では、池部と山口を吊り上げているが、特撮班カメラマンの富岡素敬によれば吊りが初めてであった山口が恐怖で騒いでいたことが忘れられないという。造形助手の開米栄三は、同シーンでは木下サーカスから借用した空中ブランコ用の網を張っていたと証言している。
蛇の造形物は、美術助手の開米栄三が眠らせた本物の蛇から型取りし制作した。開米によれば、型取りの石膏は硬化時に熱を持つため蛇の油が染み込んでしまい、臭いがすごかったという。

## 映像ソフト
- LD 品番 TLL2426[18]
- DVDは、2015年7月15日に東宝DVD名作セレクションとして発売された。

## サウンドトラック
白夫人の妖恋 オリジナル・サウンドトラック（2019年12月18日/CINEMA-KAN/CINK-93）
2枚組CD。2枚目は未使用音源や、雨や扉の音などのSEなどが収録されている。また、團伊玖磨の『宮本武蔵』『孫悟空』『ゲンと不動明王』の音楽もボーナストラックとして収録されている。

## 影響
日本発の初のカラー長編アニメ『白蛇伝』が作られるきっかけとなった映画は、本作品とされる。中国の説話『白蛇伝』を題材にしていた本作品は香港で興行的に大成功を収めた。これを受け、『白夫人の妖恋』をアニメ化する企画が、香港の映画界から東映に持ち込まれた。
これがきっかけとなり、東映社長（当時）・大川博は、香港の下請けとしてでなく、独自の本格的なアニメ映画をつくることを考え始めた。当時大きな興行収益を上げるアニメはディズニー映画のみだったが、日本においてアニメ映画製作の体勢を整えていけば、将来大きな産業になるのではないかという、鉄道省の役人から東急の専務、そして東映の社長へと叩き上げてきた大川の、経営者としての予測もあった。